# Anne Sibran
Anne Sibran, née le 3 février 1963 à Sevran, est une romancière et scénariste de bandes-dessinées qui vit à Lyon.

## Biographie
Les parents de Anne Sibran ont dû quitter l'Algérie un an après l'indépendance,. Son père lui raconte souvent sa dernière traversée depuis Alger. Ces récits lui inspirent son premier roman Bleu Figuier (Grasset). 
Elle fait des études de philosophie et d’ethnologie à Paris.
En 2007, après avoir appris le quechua à l'Inalco, Anne Sibran part habiter quelques années en Équateur, où elle vit encore une partie de l’année. Elle y travaille avec les chercheurs de l’Université andine Simón Bolívar de Quito et l’Université San Francisco de Cumbaya, sur le thème des peuples premiers et de la protection de la forêt première du Parc national Yasuni, où vivent les derniers chasseurs-cueilleurs du pays, les Taromenanes appelés aussi “les Invisibles”. Depuis, elle écrit plus spécifiquement sur la forêt d’Amazonie, dont notamment le roman Enfance d'un chaman ou le podcast Le cercle sauvage. Son roman Dans la montagne d’argent paru en 2013 raconte l'histoire d'un homme coincé au fond d’une mine d’argent et l'histoire de la montagne au fond de laquelle se trouve la mine. 
Elle organise aussi des expositions à l’Alliance française de Quito pour permettre aux citadins de se sensibiliser à l’importance des forêts premières.
En 2004, au Festival de BD'04 de Sierre, elle partage le grand-prix avec Tronchet pour Là-bas.
Elle écrit aussi des romans jeunesse, des scénarios de bande dessinée et travaille pour France Culture à l’écriture de fictions et de journaux de voyage sonores qui racontent ses voyages en Amérique du sud et ailleurs.

## Œuvres

### Littérature adulte
- Bleu-Figuier, Grasset, 1999.
- Ma vie en l'air[8], Grasset, 2002.
- Je suis la bête, Gallimard, 2007.
- Le Monde intervalle[9], Panama, 2008.
- Dans la montagne d’argent, Grasset, 2013.
- Et l’ombre des feuillages pour me faire un manteau, Quartett, 2013.
- Enfance d’un chaman, Gallimard, 2017 (Prix écriture et spiritualité 2018).
- Le premier rêve du monde, Gallimard, 2022.

### Littérature pour l'enfance et la jeunesse
- Hugo et les Lapins, illustré par Gilbert Guédon, Rageot, 1991.
- Le Cloune et la Belle Cuillère, illustré par Thierry Christmann, Milan, 1995.
- Les Bêtes d’ombre, illustré par Stéphane Blanquet, Gallimard, 2010.
- Ma panthère noire, illustré par Caroline Gamon, Gallimard, 2017.
- L'Enfant jaguar, Gallimard, 2022.
- Magda - Le Petit Monde de la mare, illustré par Émilie Angebault, Gallimard, 2022.
- Magda - Au grand jour, illustré par Émilie Angebault, Gallimard, 2022

### Bande dessinée
- Le Quartier évanoui, dessins de Didier Tronchet, Glénat, 1994[10].
- La Terre sans mal, dessins d'Emmanuel Lepage, Dupuis, 1999[11]
- Là-bas, dessins de Didier Tronchet, Dupuis , 2003[2],[12],[13]. Sanglier d'argent du Prix Albert-Uderzo attribué au meilleur dessinateur, 2004.
- Ma vie en l'air, dessins de Tronchet, Dupuis, 2005.
- Le Monde du dessous, dessins de Didier Tronchet, Casterman, 2015.

### Textes pour la radio
- Mwalukundo, le chasseur de mémoire, France Culture, 2003.
- Le Carillon de la montagne Tông Son, France Culture, 2006.
- La Reine Didon, France Culture, 2007.
- Les bêtes d’ombre, France Culture, 2007.
- Je suis la bête, France Culture, 2008. Lecture publique de Christine Boisson à Avignon.
- Géographie du purgatoire. Une traversée des Andes[5], France Culture, 2016.
- Le cercle sauvage, France Culture, 2018 (Grand prix radio SACD)[5].

## Récompenses
- 2000 : prix du jury œcuménique de la bande dessinée pour La Terre sans mal (avec Emmanuel Lepage)
- 2000 : prix des libraires de bande dessinée pour La Terre sans mal (avec Emmanuel Lepage)
- 2004 : prix du jury œcuménique de la bande dessinée pour Là-bas (avec Didier Tronchet)
- 2018 : prix Écritures & Spiritualités pour Enfance d’un chaman
- 2019 : Prix radio SACD pour Le cercle sauvage
- 2023: Lettres Frontière pour Le premier rêve du monde [14]
- 2023 : Prix littéraire Guy Bedouelle pour Le Premier rêve du monde[15]